# Canal latéral à l'Oise

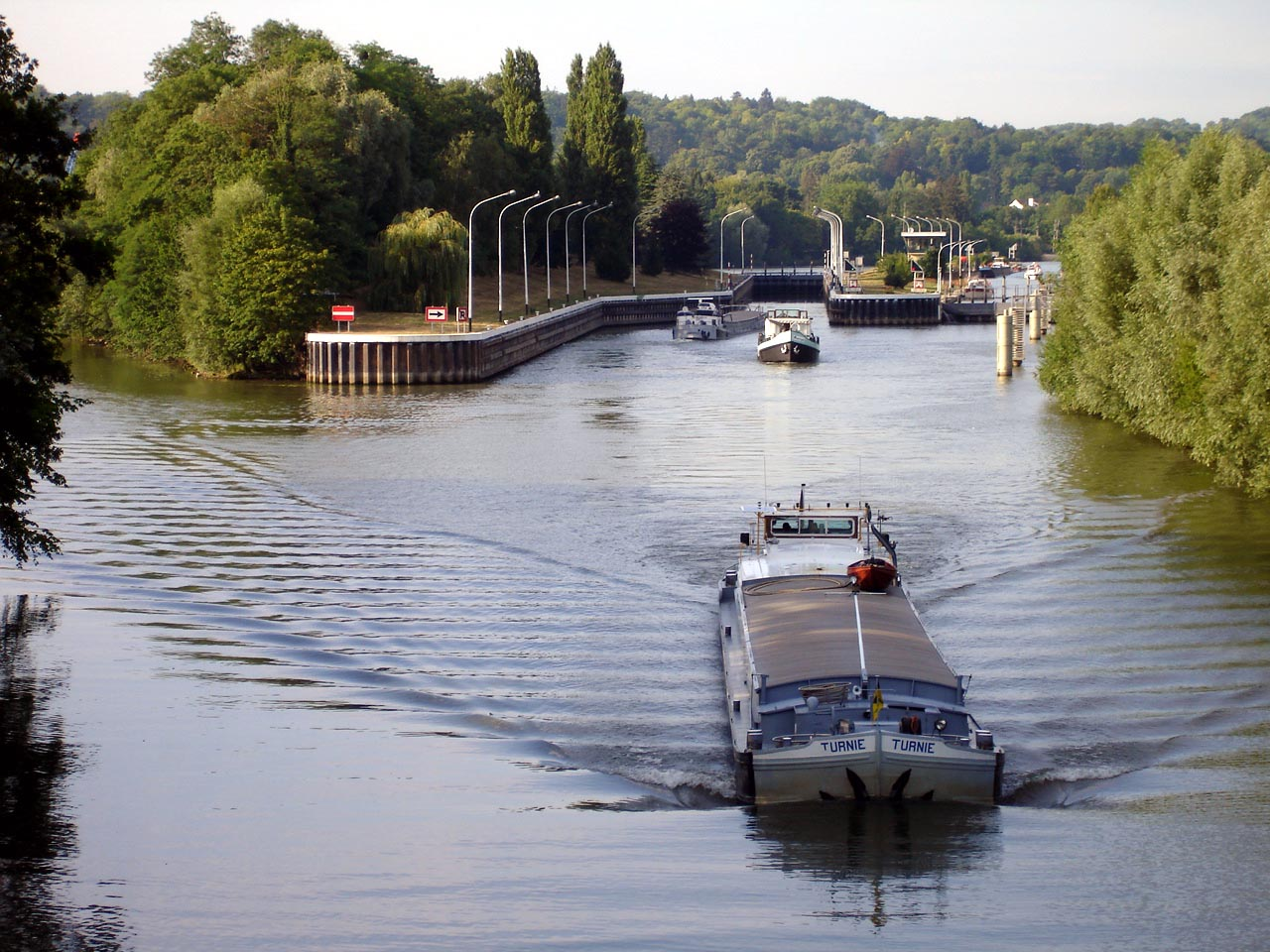
Le canal latéral à l’Oise à L'Isle-Adam

Le canal latéral à l’Oise est un canal de gabarit Freycinet qui dessert l’Est de la Picardie. D'une longueur de 34 km, il connecte le canal de Saint-Quentin (depuis Chauny) à l'Oise canalisée à hauteur de Janville. La création du canal Seine-Nord Europe va bouleverser cette infrastructure vieille de près de deux siècles.

## Géographie
Ce canal est une composante historique du réseau fluvial connectant l’agglomération parisienne au Nord, et donc d'une part à la Belgique et d'autre part à la Manche.

### Parcours
Le canal latéral à l’Oise vient s'embrancher au canal de Saint-Quentin à Chauny. Il double le cours de l’Oise sur 34 km et rachetant une dénivelée de 10 m par quatre écluses, et débouche au port fluvial de Janville, juste au nord de Compiègne, où la navigation devient possible à un gabarit supérieur (classe III). À hauteur de Pont-l’Évêque, près de Noyon, il présente un tronçon commun avec le canal du Nord et bénéficie ainsi sur plusieurs kilomètres de la structure d'un canal au gabarit de classe III. Près d’Abbécourt il croise le canal de l'Oise à l'Aisne, antenne fluviale vers la Champagne.

## Histoire

### Le canal de Manicamp
Une ordonnance royale du 29 septembre 1819, prescrit l'établissement d'un canal de navigation de 4,80 km depuis l'écluse de Chauny jusqu'à l'Oise au nord de Manicamp. La navigation regagne le lit de la rivière jusqu'à Varesnes où, à nouveau, elle s'engage dans un canal de dérivation jusqu'à Sempigny. Le canal et l'écluse de Manicamp sont livrés à la navigation en 1822.
Le Canal de Manicamp, perdra sa dénomination en 1861, il sera alors intégré au canal latéral à l'Oise et en formera le premier bief.

### Le canal latéral à l'Oise
les problèmes de navigation pour des bateaux à pleine charge sur l'Oise restent entiers entre Manicamp et Varesnes en dehors de périodes de pleines crues. Le 13 juillet 1825 une ordonnance royale prescrit la construction d’un canal latéral depuis l’écluse de Manicamp jusqu’à Janville, près du confluent de l’Aisne, et de 7 barrages éclusés dans le lit de la rivière d'Oise, au-dessous de ce dernier.
Le canal latéral à l'Oise fut inauguré en 1831. Les écluses, d'abord construites conformément au gabarit Becquey (longueur de 26 m, largeur de 3,50 m) furent dans un premier temps réaménagées au gabarit Freycinet (1883), mais avec la décision d'établir le canal du Nord (1913), il fallut en reconstruire la plupart, afin de porter la taille du sas à 90 × 6,50 m.
De 1854 à 1857, les ponts du canal latéral à l'Oise et du canal de Manicamp, au même gabarit que les écluses sont progressivement reconstruits au gabarit du canal et accompagnés de banquettes de halage.

## Fonction économique
Le trafic fluvial entre le bassin de la Seine et les ports de la Manche (Nord de la France) et de Mer du Nord (Belgique et Pays-Bas) conserve un poids considérable dans l'économie interrégionale, notamment pour ce qui concerne les granulats à béton et les hydrocarbures ; mais il faut dire que le canal latéral à l'Oise ne répond plus, tant s'en faut, à l'enjeu.
Dans le cadre de l’Union européenne, le projet d'un canal Seine-Nord Europe (CSNE), reliant sur 106 km l’Escaut à l'Oise, a été pris en considération : il prévoit le remblaiement du canal latéral à l'Oise entre Compiègne et Noyon, et le creusement d'une nouvelle cuvette entre Thourotte et Ribécourt-Dreslincourt. À partir de Noyon, un tracé entièrement neuf est prévu, permettant le transit de navires de classe Vb. Le lancement de ce projet a d'abord été différé puis sa réalisation a été décidée par un accord entre l'État et la région Hauts-de-France d'octobre 2017.
Le rapport du Conseil d'orientation des infrastructures (COI) « Rapport Duron » remis le 1er février 2018 au Ministre des Transports recommande la réalisation pour la période 2023-2017 du projet MAGEO de mise au gabarit de 4 400 tonnes (180 mètres de long sur 11,40 mètres de large) du canal entre Creil et Compiègne (42 km) en reprenant les berges pour porter le mouillage de 3 à 4 mètres dans le prolongement du futur canal Seine-Nord.

## Communes mouillées
- Chauny
- Abbécourt
- Pont-l’Évêque
- Noyon
- Ribécourt-Dreslincourt
- Thourotte
- Janville
- Longueil-Annel